# Acerentulus proximus
Acerentulus proximus är en urinsektsart som beskrevs av Andrzej Szeptycki 1997. Acerentulus proximus ingår i släktet Acerentulus och familjen lönntrevfotingar. Inga underarter finns listade i Catalogue of Life.